# Dougherty (Iowa)
Dougherty – miasto w Stanach Zjednoczonych, w stanie Iowa, w hrabstwie Cerro Gordo. W 2000 roku liczyło 80 mieszkańców.